# Filmfare Award du meilleur film en kannada
Le prix Filmfare du meilleur film en kannada est une récompense attribuée par le magazine indien Filmfare dans le cadre des Filmfare Awards South annuels pour les films en kannada (Sandalwood).
Les années mentionnées sont celles de la sortie du film. La cérémonie a lieu l'année suivante.

## Films récompensés
- 1969 : Namma Makkalu produit par Harini [1]
- 1970 : Sri Krishna Devaraya produit par B. R. Panthulu [2]
- 1971 : Sharapanjara produit par C. S. Rajah [3]
- 1972 : Vamsha Vriksha produit par G. V. Iyer [4]
- 1973 : Naagarahaavu produit par N. Veeraswamy [5]
- 1974 : Kaadu produit par K. N. Narayan & G. K. Lakshmipathy [6]
- 1975 : Chomana Dudi produit par Praja Films [7]
- 1976 : Thulasi produit par K. S. L. Swamy [8]
- 1977 : Tabbaliyu Neenade Magane produit par B. M. Venkatesh & Chandulal Jain [9]
- 1978 : Ondanondu Kaladalli produit par G. N, Lakshmipathi & K. N. Narayan [10]
- 1979 : Dharmasere produit par Aarathi [11]
- 1980 : Ellindalo Bandavaru produit par P. Lankesh [12]
- 1981 : Ranganayaki produit par B. Thimmanna [13]
- 1982 : Bara produit par M. S. Sathyu [14]
- 1983 : Non attribué
- 1984 : Non attribué
- 1985 : Bettada Hoovu produit par Parvathamma Rajkumar [15]
- 1986 : Bhagyada Lakshmi Baramma produit par Parvathamma Rajkumar [16]
- 1987 : Pushpaka Vimana produit par Shringar Nagaraj [17]
- 1988 : Aasphota produit par V.Verghese [18]
- 1989 : Sankranthi produit par K S Sacchidananda & H B Dharmaraj [19]
- 1990 : Prathama Ushakirana produit par Maanasa Arts
- 1991 : Gauri Ganesha produit par Vishwasagar [20]
- 1992 : Mysore Mallige produit par Srihari Khoday [21]
- 1993 : Aakasmika produit par S. A. Govindaraju [22]
- 1994 : Karulina Koogu produit par Vizag Raju Aditya Movie Makers[23]
- 1995 : Beladingala Baale produit par B. S. Murali [24]
- 1996 : Janumada Jodi produit par Parvathamma Rajkumar [25]
- 1997 : Amrutha Varshini produit par B.Jayashree Devi [26],[27]
- 1998 : Thaayi Saheba produit par Jayamala [28]
- 1999 : Upendra produit par H.C.Srinivas [29]
- 2000 : Sparsha produit par Sarovar Sanjeev Rao [30]
- 2001 : Kothigalu Saar Kothigalu produit par Jai Jagadish [31]
- 2002 : Dweepa produit par Soundarya [32]
- 2003 : Paris Pranaya produit par Tumkur Dayanand [33]
- 2004 : Aaptamitra produit par Dwarakish [34]
- 2005 : Nenapirali produit par Ajay R. Gowda [35]
- 2006 : Mungaru Male produit par E. Krishnappa [36]
- 2007 : Aa Dinagalu produit par Syed Aman, M. S. Raveendra [37]
- 2008 : Moggina Manasu produit par E. Krishnappa [38]
- 2009 :  Maleyali Jotheyali produit par Shilpa Ganesh [39]
- 2010 : Jackie produit par Parvathamma Rajkumar [40]
- 2011 :  Olave Mandhara produit par B. Govinda Raju [41]
- 2012 : Krantiveera Sangolli Rayanna produit par Anand Appugol [42]
- 2013 : Myna produit par N. S. Rajkumar [43]
- 2014 : Mr. and Mrs. Ramachari produit par Jayanna, Bhogendra [44]
- 2015 : RangiTaranga produit par H. K. Prakash [45]
- 2016 : Thithi produit par Pratap Reddy & Sunmin Park [46]